# TV Oppum
| Größte Erfolge:                                                                             | Größte Erfolge: |
| ------------------------------------------------------------------------------------------- | --------------- |
| - Deutscher Meister im Feldhandball 1966, 1968 - Deutscher Vizemeister im Feldhandball 1931 |                 |

Der TV Oppum 1894 (TV Krefeld-Oppum 1894) ist ein traditionsreicher Handballverein aus dem Stadtteil Oppum der Stadt Krefeld. Er wurde im Jahre 1894 als Turnverein Oppum gegründet. Der Verein hat ca. 300 Mitglieder, die Vereinsfarben sind grün und weiß. Neben der Handballabteilung gibt es Abteilungen für Turnen und für Basketball.

## Handball
1922 wurde das Geburtsjahr des Oppumer Handballs. Der TV Krefeld-Oppum hatte insbesondere im Feldhandball überregionale Bedeutung, der erste große Erfolg datiert zurück ins Jahr 1931: Oppum wurde Handball-Meister der Deutschen Turnerschaft mit einem 4:3 im Endspiel vor 22.000 Zuschauern in der Grotenburg-Kampfbahn gegen die ‚Turngemeinde in Berlin 1848‘. Im anschließenden Entscheidungsspiel um die Deutsche Handballmeisterschaft gegen Polizei SV Berlin, den Meister des damals im Handballsport konkurrierenden Verbandes Deutsche Sportbehörde für Leichtathletik, unterlag der TV Oppum mit 12:5.
Die zweite Hälfte der 1960er Jahre wurden dann zur sportlich erfolgreichsten Zeit des Vereins: Die damals immer noch in der Grotenburg-Kampfbahn spielende Mannschaft wurde in der Meisterschaftsrunde 1966 sowie in der Bundesliga-Spielzeit 1968 Deutscher Meister im Feldhandball. Oppum war 1967 Gründungsmitglied der Feldhandball-Bundesliga und spielte in allen sieben offiziellen Spielzeiten ihrer Existenz in der Nordstaffel dieser höchsten Spielklasse der Sportart.
Ein prägendes Jahr wurde insbesondere 1966, in dem der TV Oppum sich nur knapp für die neugegründete Feldhandball-Bundesliga qualifizierte. Nach einem Drei-Tore-Rückstand in der Grotenburg-Kampfbahn gegen den TV Kärlich schaffte der TVO in der letzten Minute den Ausgleich und hatte damit die Bundesliga erreicht, da das Hinspiel in Kärlich gewonnen worden war. In Hagen bestritt man dann das Endspiel um die westdeutsche Meisterschaft gegen den VfL Gummersbach und unterlag knapp mit 19:16. Als westdeutscher Vizemeister qualifizierte Oppum sich für die deutsche Meisterschaft, bei der man nach Siegen über den Berliner SV 92 und Eintracht Hildesheim im Finale nicht wie erwartet auf den favorisierten VfL Gummersbach, sondern auf den Hamburger SV traf. Das Finale fand am 2. Oktober 1966 im Schwelgernstadion in Hamborn vor 20.000 Zuschauern statt. Nach vorsichtigem Abtasten in der ersten Hälfte gewann Oppum das Spiel nach einer starken zweiten Hälfte klar mit 19:12. Trainer Hans Keiter erreichte somit seine erste Deutsche Handballmeisterschaft zusammen mit der Mannschaft.

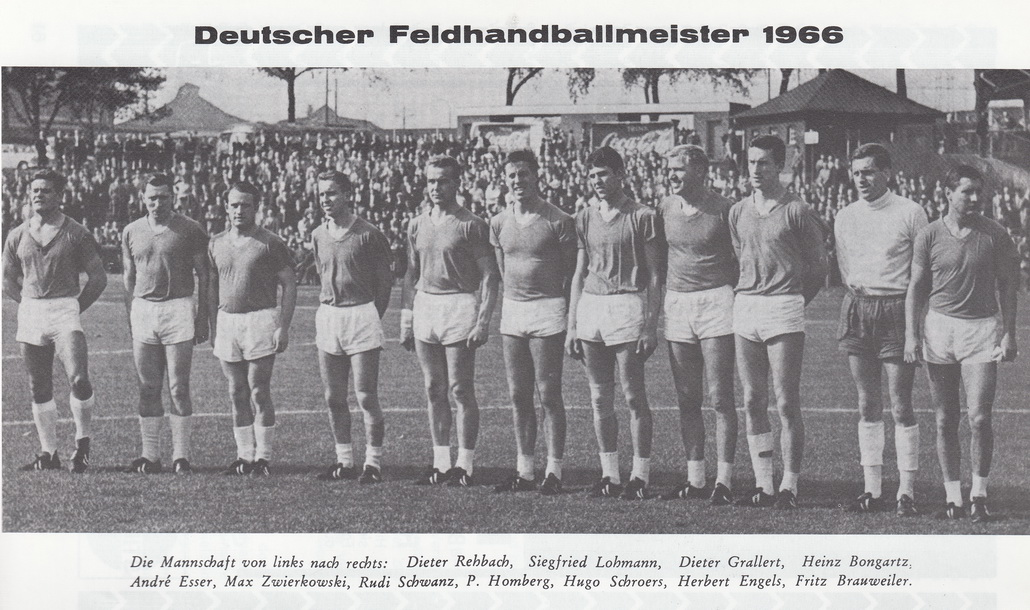
Deutscher Feldhandball Meister 1966

1968 wurde der TV Oppum unter Trainer Hans Keiter erstmals Meister der Gruppe Nord der Feldhandball-Bundesliga. Damit stand der TVO zum zweiten Mal innerhalb kurzer Zeit im Endspiel um die deutsche Meisterschaft. Gegner war die SG Leutershausen, der amtierende deutsche Meister im Hallenhandball. Dieses Endspiel fand im Düsseldorfer Rheinstadion am 8. September 1968 vor 25.000 Zuschauern statt. Nach einem Rückstand von 4:8 zur Halbzeit, der sich nach der Pause auf 4:9 erhöhte, gewann Oppum das Spiel letztlich noch mit 18:16 und holte damit erneut den Titel.

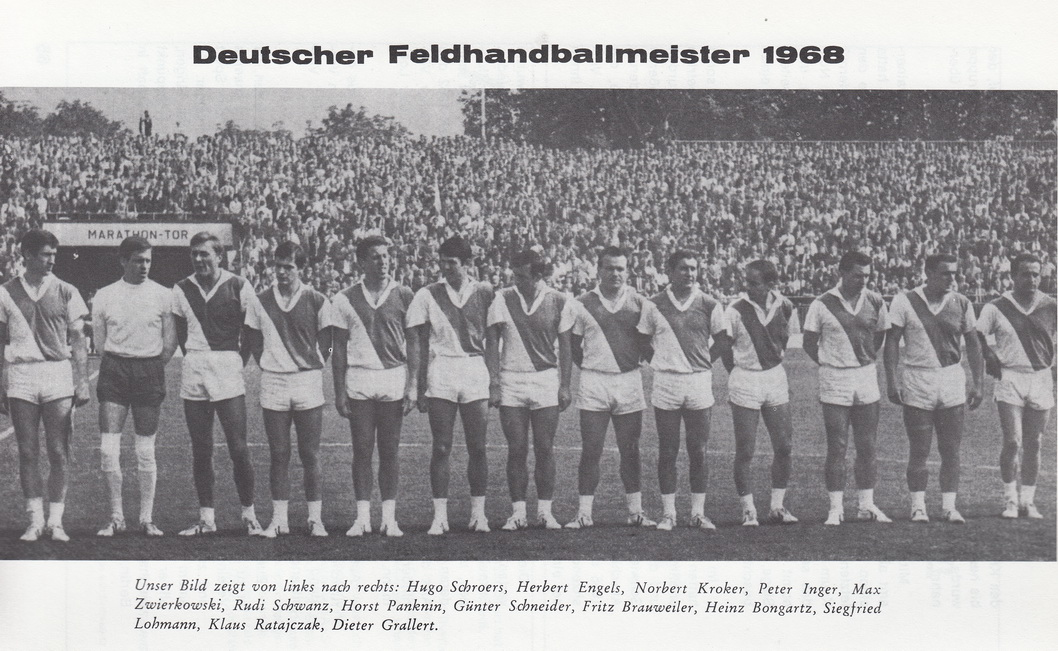
Deutscher Feldhand Meister 1968 TV Krefeld-Oppum 1894 e. V.

In den Spielzeiten 1969/1970 und 1970/1971 spielte man noch in der Hallenhandballbundesliga-Gruppe Nord mit. Im Jahr 1971 wurde man Deutscher Jugendmeister im Feldhandball. Letzter westdeutscher Feldhandballmeister wurde der Verein im Jahr 1974. Im Jahr 1979 errang der Verein den Titel Deutscher Vizemeister der A-Jugend im Hallenhandball. Deutscher DHB-Oldie-Masters Gewinner wurde man im Jahr 1995.
Heute spielt die 1. Herrenmannschaft der TV Krefeld-Oppum in der Niederrhein Oberliga. Der aktuelle Fokus richtet sich auf den Breitensport und leistungsorientierten Handball, hier insbesondere auf die erfolgreiche Jugendförderung.
Im Jugendbereich spielt man seit der Spielzeit 2016/17 als JSG DJK/TV Oppum zusammen mit dem zweiten Oppumer Handball Verein DJK Germania Oppum.